# Boeing KC-97 Stratotanker
El Boeing KC-97 Stratotanker, una variante del transporte militar Boeing C-97, fue un avión cisterna y durante años la espina dorsal de la flota de aviones cisternas de la Fuerza Aérea de los Estados Unidos, hasta que fue remplazado por el KC-135.

## Desarrollo y diseño
A principios de 1942, Boeing inició el estudio de un proyecto para la fabricación de una versión de transporte del Boeing B-29 Superfortress. Tras someterse a la consideración de las USAAF la propuesta de la compañía, y dado que en aquel momento existía una gran necesidad de transportes de largo alcance, la compañía obtuvo, el 23 de enero de 1943, un contrato para tres prototipos identificados por la compañía como Boeing Model 367, y designados XC-97 por la Fuerza Aérea del Ejército; el primero de ellos efectuó su vuelo inaugural el 15 de noviembre de 1944.
El XC-97 tenía mucho en común con el B-29, incluidas las alas y la disposición de los motores. A primera vista, el fuselaje, de sección en ""doble burbuja", parecía totalmente nuevo, pero de hecho la "burbuja" inferior conservaba básicamente la estructura del B-29, lo mismo que la cola adosada a la nueva (y más amplia) "burbuja" superior. El 6 de julio de 1945, después de una breve evaluación de los prototipos, se pasó un pedido de 10 ejemplares para pruebas de servicio. Se trataba de seis YC-97A para transporte de tropas, y un único YC-97B con 80 plazas en su cabina principal, distribuidas como en un avión de línea.
Después de las pruebas de tres aviones KC-97A equipados con depósitos adicionales y un tubo retráctil para el reabastecimiento en vuelo desarrollado por la Boeing en 1951, se inició la fabricación en serie de los aviones cisterna para reabastecimiento en vuelo KC-97E. Esta versión iba propulsada por motores R-4360-35C de 3500 hp. La variante KC-97F posterior se diferenciaba únicamente por disponer de motores más potentes. Tanto el KC-97E como el KC-97F eran aviones cisterna/transporte convertibles, aunque para disponer de toda su capacidad de transporte resultaba necesario desmontar el equipo de reaprovisionamiento en vuelo. La variante más numerosa, con 592 ejemplares, fue el KC-97C, que disponía de plena capacidad de transporte de combustible o de carga sin ningún cambio en su equipo.
La variante KC-97L disponía de mayor potencia gracias a la instalación de dos turborreactores General Electric J47-GE-23 de 2359 kg de empuje debajo de las alas, para mejorar sus posibilidades de encuentro con los Boeing B-47.
La Fuerza Aérea de los Estados Unidos utilizó el KC-97 hasta que fue retirado en favor del Boeing KC-135 a principios de 1976, siendo traspasados a la Reserva de la Fuerza Aérea y a las unidades aéreas de la Guardia Nacional; fueron finalmente retirados completamente en 1978, cuando la Guardia Nacional Aérea de Texas y Utah cambiaron sus KC-97L por Lockheed KC-130 y KC-135 respectivamente.
Un total de 816 KC-97 fueron construidos por Boeing, y sólo 88 de la versión de carga C-97. El KC-97 tenía motores de pistón, alimentados por gasolina, pero transportaba queroseno para sus misiones de abastecimiento, por lo que tenía que tener sistemas independientes de combustible. 
El KC-97 Stratotanker es un derivado del Boeing Model 367/C-97 Stratofreighter y del Boeing 377 Stratocruiser, modificado con los depósitos necesarios, tuberías y la bomba de vuelo. Era capaz de acomodar carga de gran tamaño introducida a través de una gran puerta lateral en el habitáculo superior, o transferir combustible mediante los depósitos situados en el piso inferior. Ambos pisos eran calentados y presurizados para operaciones a grandes altitudes.

### El KC-97 en España

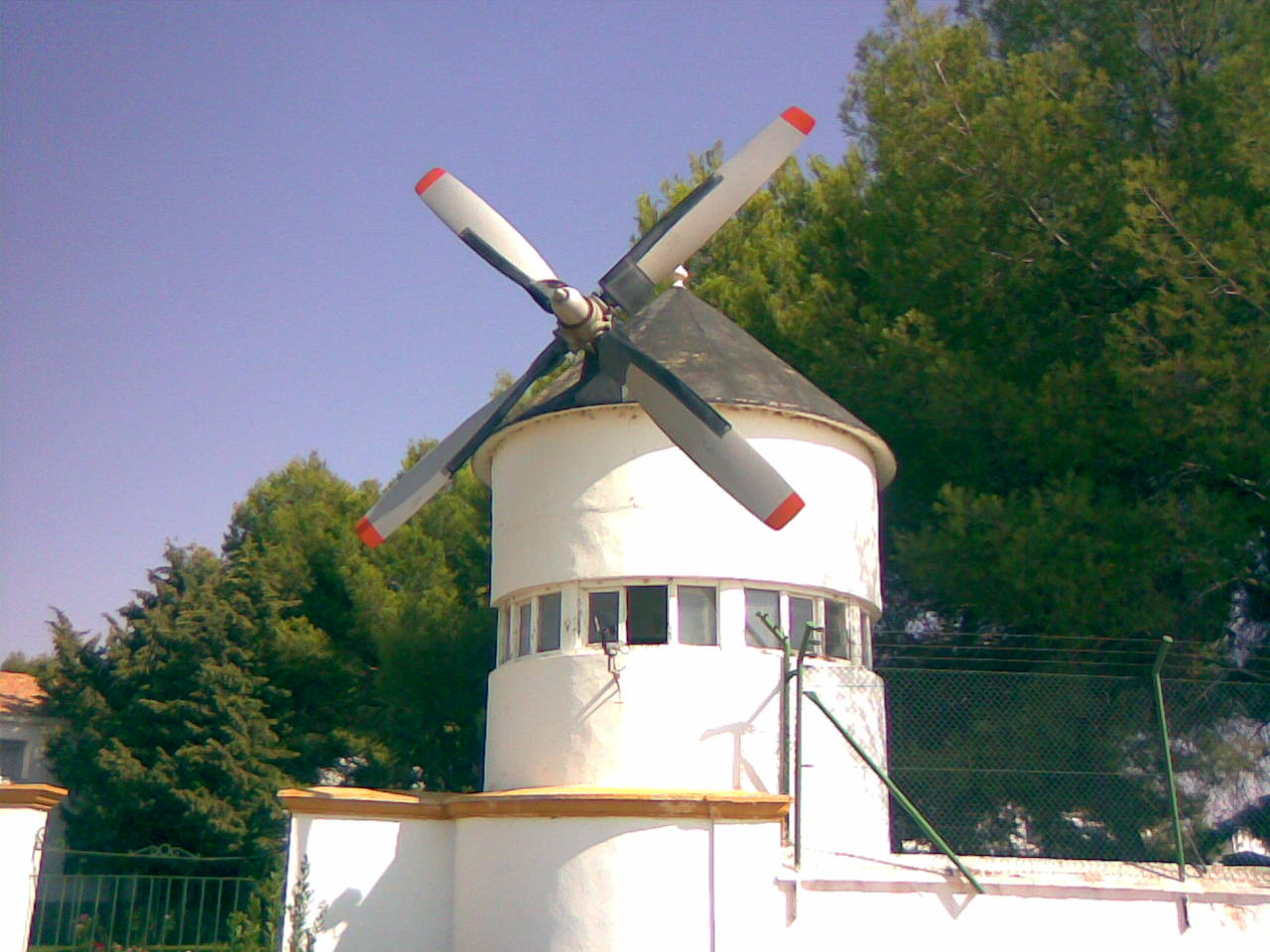
Recreación de un molino de viento realizada con la hélice de un Boeing KC-97 Stratotanker en la entrada a la Maestranza Aérea de Albacete (MAESAL).

Tras los acuerdos de 1953 y convenios siguientes, a finales de 1972 la Fuerza Aérea de los Estados Unidos transfirió al Ejército del Aire de España tres KC-97L (designados TK.1), destinados en el escuadrón 123 del Ala 12 de la Base Aérea de Torrejón para realizar misiones de repostaje del F-4 Phantom.
Finalmente, en marzo de 1976 fueron dados de baja definitivamente, la célula 123·02 en el Ala 12 de Torrejón y los otros dos, 123·01 y 123·03, en la Maestranza Aérea de Albacete.
En la actualidad, la célula 123·03 puede ser contemplada en el Museo del Aire en Cuatro Vientos (Madrid), y los otros dos están en manos privadas en Barcelona.
Una de las hélices de la célula 123·01 fue donada a la Maestranza Aérea de Albacete y puede ser contemplada como parte de la recreación de un molino de viento típico manchego situado en la entrada.

## Variantes

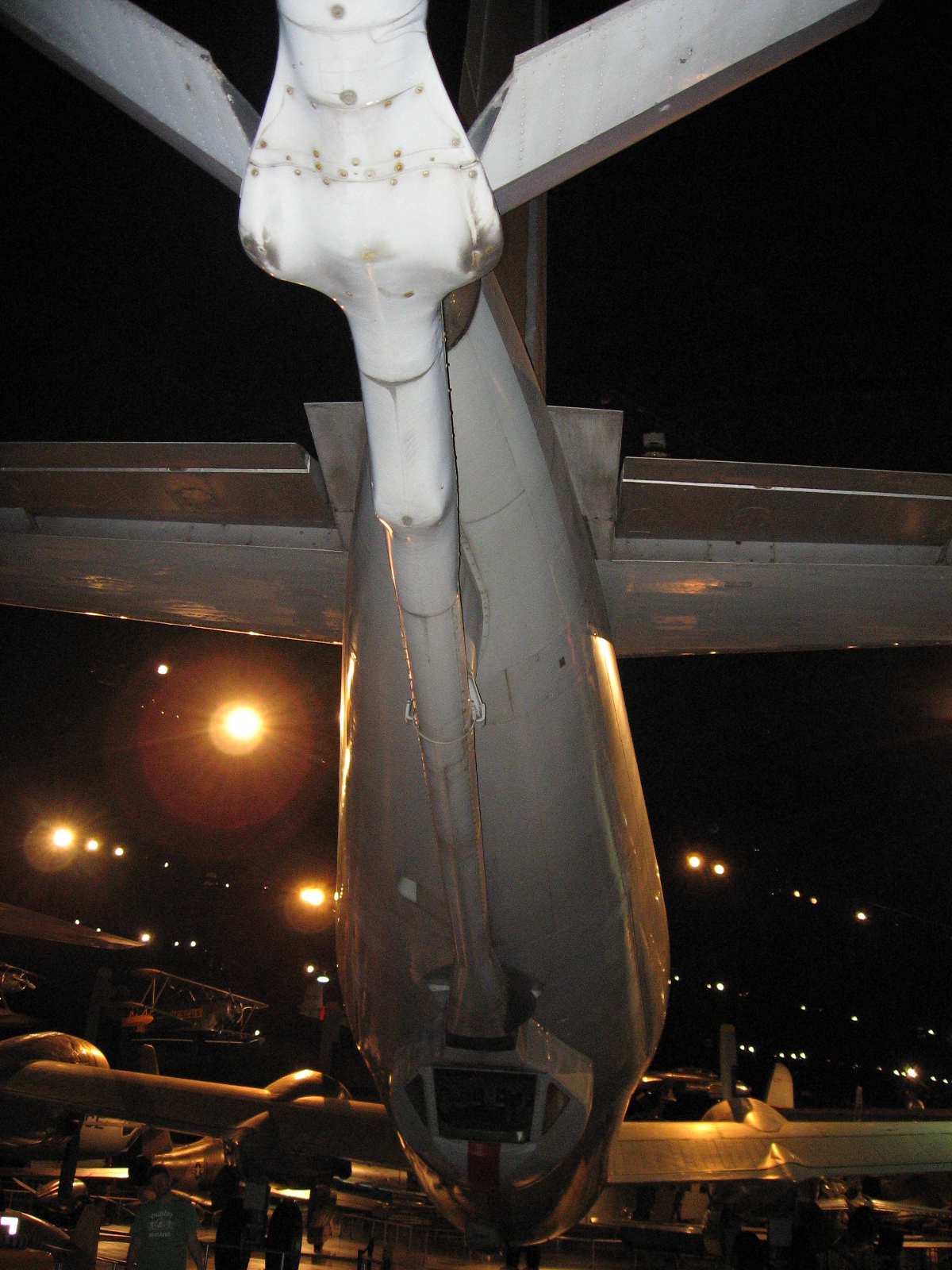
Pértiga de reabastecimiento del KC-97.

Fuente: AIRTime
KC-97A
Tres C-97A fueron convertidos en cisternas de reabastecimiento en vuelo con la puerta trasera de carga desmontada y con una pértiga de reabastecimiento en vuelo. Tras aprobarse el diseño, fueron devueltos a la configuración estándar C-97A.
KC-97E
Cisternas de reabastecimiento en vuelo con las puertas de carga traseras permanentemente cerradas, 60 construidos. Algunos fueron convertidos más tarde en transportes, como C-97E.
KC-97F
Motores R-4360-59B de 3800 hp y cambios menores, 159 construidos. Algunos fueron convertidos más tarde en transportes, como C-97F.
KC-97G
Aviones duales de reabastecimiento en vuelo/transporte de carga. Los modelos KC-97G llevaban depósitos subalares de combustible. 592 construidos.
EC-97G
Conversión ELINT de tres KC-97G. El 53-106 fue operado por la CIA en operaciones ELINT encubiertas en el Corredor Aéreo de Berlín Oeste.
C-97G
135 KC-97G convertidos en transportes.
GKC-97G
Cinco KC-97G que fueron usados como células de instrucción en tierra.
JKC-97G
Un avión fue modificado para probar los motores subalares a reacción General Electric J47-GE-23, y fue más tarde designado KC-97L.
HC-97G
KC-97G convertidos para realizar operaciones de búsqueda y rescate, 22 convertidos.
KC-97H
Un KC-97F fue convertido experimentalmente en avión de reabastecimiento de sonda y cesta.
YC-97J
Dos conversiones de KC-97G con cuatro turbohélices Pratt & Whitney YT34-P-5 de 4250 kW, abandonado en favor del Boeing KC-135 Stratotanker.
C-97K
27 KC-97G convertidos en transportes de tropas.
KC-97L
81 KC-97G modificados con dos motores a reacción J47 en soportes subalares.

## Operadores
España
- Ejército del Aire

 Estados Unidos
- Fuerza Aérea de los Estados Unidos

 Israel
- Fuerzas de Defensa de Israel

## Especificaciones (KC-97L)
Referencia datos: USAF Museum and FAS.

### Características generales
- Tripulación: Seis (comandante, copiloto, navegador, ingeniero de vuelo, radio operador, operador de pértiga)
- Capacidad: 34 000 l de combustible de reactores
- Longitud: 35,8 m (117,4 ft)
- Envergadura: 43 m (141,2 ft)
- Altura: 11,7 m (38,3 ft)
- Peso vacío: 37 421 kg (82 475,9 lb)
- Peso cargado: 69 400 kg (152 957,6 lb)
- Peso máximo al despegue: 79 379 kg (174 951,3 lb)
- Planta motriz:
  - 2× turborreactor General Electric J47-GE-23.
    - Empuje normal: 25,76 kN (5790 lbf) de empuje cada uno.

  - 4× motor radial de 28 cilindros sobrealimentado y refrigerado por aire Pratt & Whitney R-4360-59.
    - Potencia: 2610 kW (3598 HP; 3549 CV) cada uno.

### Rendimiento
- Velocidad nunca excedida (Vne): 644 km/h (400 MPH; 348 kt)
- Velocidad crucero (Vc): 370 km/h (230 MPH; 200 kt)
- Alcance: 3700 km (1998 nmi; 2299 mi)
- Techo de vuelo: 9500 m (31 168 ft)

## Aeronaves relacionadas

### Desarrollos relacionados
- Boeing C-97 Stratofreighter
- Boeing B-50 Superfortress
- Boeing 377 Stratocruiser
- Aero Spacelines Pregnant Guppy
- Aero Spacelines Super Guppy

### Aeronaves similares
- Douglas C-124 Globemaster II
- Lockheed C-121 Constellation
- Lockheed L-1249 Super Constellation (R7V-2/YC-121F)

### Secuencias de designación
- Secuencia C-_ (Aviones de Carga del USAAC/USAAF/USAF, 1924-1962): ← C-94 - C-95 - C-96 - C-97/KC-97 - C-98 - C-99 - C-100 →
- Secuencia T._ (Aeronaves de Transporte del Ejército del Aire español (1954-1978)): TK.1 - T.2 - T.3 - T.4 (III) →